# Joana Sainz García
Joana García Sainz (Madrid, 1989-1 de septiembre de 2019) fue una cantante, bailarina y compositora de española. Fue miembro de la banda española Orquesta Super Hollywood, y falleció en un accidente provocado por una explosión durante una actuación.

## Trayectoria
García nació en Madrid se crio en Santander, en Cantabria, y posteriormente, se trasladó a Suances.  Comenzó a entrenar en danza formal en 2010 con Marta Rojo. Fue la bailarina principal y coreógrafa jefa de la Orquesta Super Hollywood. El grupo era conocido por actuaciones en las que había muchos efectos especiales, incluidos fuegos artificiales.
Sainz murió el 1 de septiembre de 2019 mientras actuaba frente a una audiencia de 1000 personas, en un festival de música en Las Berlanas. Un dispositivo pirotécnico utilizado durante la actuación explotó junto a ella. Fue golpeada en el estómago por un cartucho defectuoso utilizado en el dispositivo pirotécnico.